# .NET Bio
.NET Bio — это библиотека биоинформатики и геномики с открытым исходным кодом, созданная для облегчения загрузки, сохранения и анализа биологических данных. Была разработана для .NET Standard 2.0 и изначально являлась частью Microsoft Biology Initiative в подразделении eScience.

## История
.NET Bio изначально была выпущена Microsoft Research под названием Microsoft Biology Foundation (MBF), а затем перевыпущена некоммерческой организацией Outercurve Foundation в качестве свободно распространяемого ПО с открытым исходным кодом под лицензией Apache License 2.0.

## Возможности
Библиотека состоит из набора объектно-ориентированных классов, написанных на C# для выполнения общих биоинформационных задач, таких как:
1. Чтение и запись файлов генетических данных в виде выровненных последовательностей, таких как FASTA и GenBank .
2. Доступ к онлайн-сервисам, таким как NCBI BLAST, для поиска фрагментов последовательностей в существующих базах данных.
3. Алгоритмы локальных и глобальных выравниваний.
4. Алгоритмы сборки последовательности, включая параллельную реализацию ассемблера DeNovo[2].

Хотя сама библиотека написана на C#, её можно использовать из любого .NET- совместимого языка и содержит различные примеры использования, в том числе из сценариев IronPython.